# Instrument de mesure de la qualité du ciel

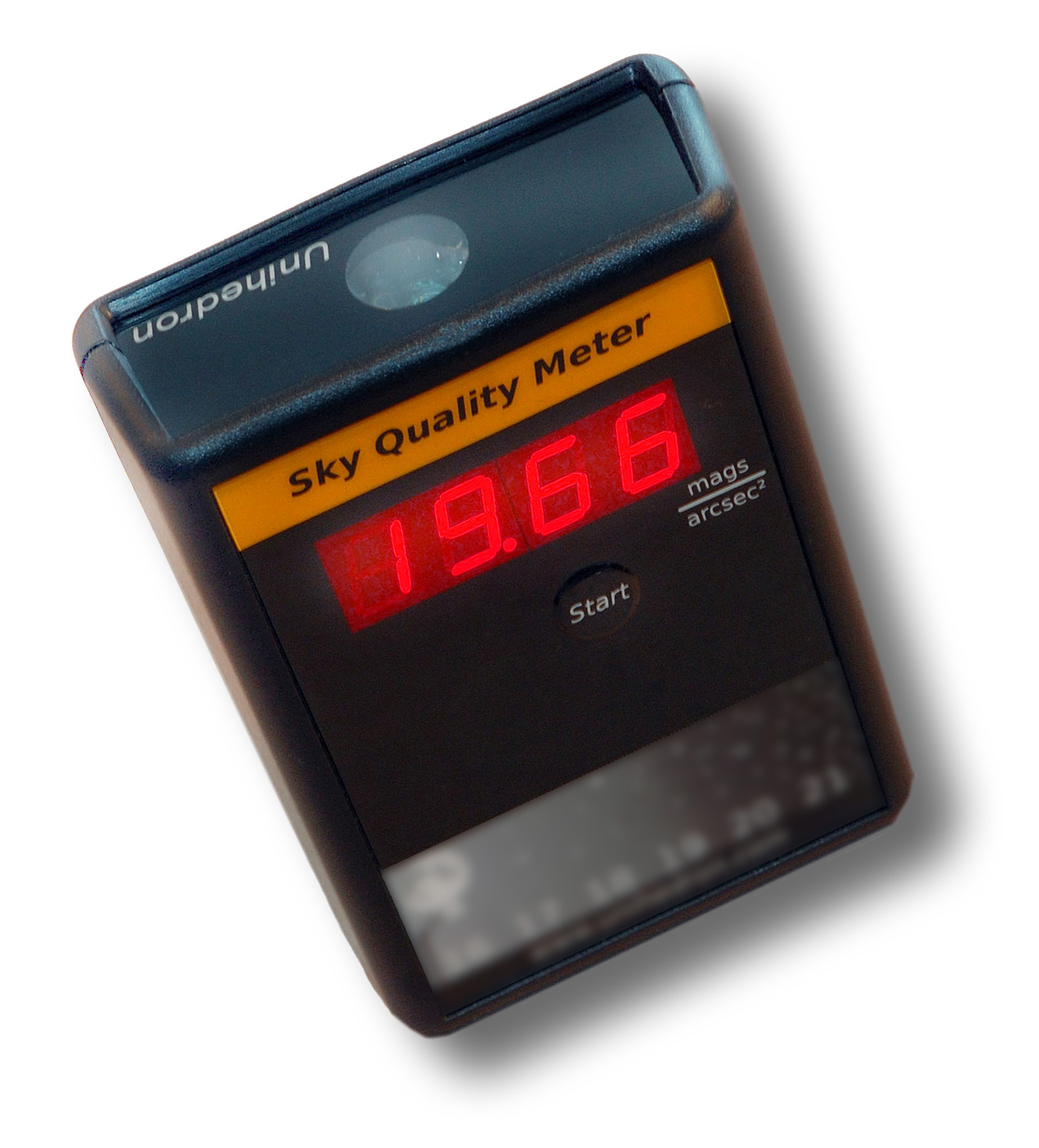
Sky Quality Meter modèle SQM-L

Un sky quality meter (SQM) (ou instrument de mesure de la qualité du ciel) est un instrument utilisé pour mesurer la luminance du ciel nocturne. Il est utilisé, en général par les astronomes amateurs, pour quantifier l'aspect du halo lumineux de la pollution lumineuse, et il utilise des unités de "magnitudes par seconde d'arc carré" favorisées par les astronomes. Les mesures de la qualité du ciel par l'appareil SQM peuvent être soumises aux bases de données sur le site web du fabricant et du projet de sciences participatives GLOBE at Night.
Il existe plusieurs modèles de SQM, fournissant différents champs de vision (c'est-à-dire mesurant différentes zones angulaires dans le ciel), et des appareils avec différentes capacités de mesure automatique et d'enregistrement de données ou de communication de données. Les versions actuelles n'ont qu'une seule bande d'observation. Ceux-ci peuvent donc produire des interprétations erronées si la pollution lumineuse d'un éclairage public change au cours du temps : passage d'une lampe à vapeur de sodium à une DEL (LED)
Les appareils de SQM sont fabriqués par la société canadienne Unihedron à Grimsby (Canada).